# 小鬼也摩登
是一部上映于2005年的超级英雄喜剧电影，由劳伦斯·加特曼执导。这部电影是《變相怪傑》（1994年）的续集，但新線影業意图令此片成为《變相怪傑》的第二个版本，而不是延续第一部故事的续集。该片由傑米·肯尼迪、亞倫·甘明、泰勒·霍华德、凱·佩恩、史蒂文·赖特主演，其他角色则是由鲍勃·霍斯金斯饰演奥丁，瑞安和利亚姆·法尔科纳饰演蒂姆的儿子艾尔维。此外，本·斯泰因在电影一开始短暂地扮演了原著中的亚瑟·纽曼博士。
这部电影一上映就在业界人士的评论和票房上都遭遇了失败，因为电影缺乏新意、全片粗糙肤浅、似乎只是给14岁以下的儿童看的，对于PG级电影来说有些不合时宜，因此受到了上一部电影和漫画书的评论家和粉丝们的抨击。该片票房为5990万美元，而预算为8400万至1亿美元。通过参演该片而获得最差男主角奖的傑米·肯尼迪在他的YouTube频道上深入谈论了他在电影上映后的多年工作经历。
香港於2005年3月17日上映，並於5月16日由洲立影視代理發行VCD和DVD。3月7日晚，曾志伟、林晓峰、钱嘉乐、韩君婷、戴梦梦等艺人作为出席嘉宾在香港铜锣湾JP戏院参加了这部电影的首映礼。
台灣於2005年7月8日上映，并于2006年3月24日由美商華納家庭娛樂有限公司 台灣分公司代理發行DVD。
中国大陆于2007年4月7日晚上8：00，在中央数字电视《第一剧场》频道的热门影院《星期六电影之夜》中首播。

## 劇情
亚瑟·纽曼博士正在边缘城（Edge City）当地一家博物馆的北欧神话大厅里向前来参观的游客进行着讲解。纽曼提到，邪恶之神洛基创造了一个神奇的面具，并将它释放到地球上，在人类世界中制造混乱，而戴上面具的人将会被赋予异于常人的超能力。当纽曼提到洛基已经被他的父亲奥丁给囚禁时，一个不速之客变得极为愤怒并开始变形，表明自己就是洛基。游客们惊慌失措地逃跑了，但纽曼却留下来和洛基争论，洛基拿走了展示柜里的面具，却发现那是一个写着MADE IN TAIWAN的仿制品。愤怒之下，洛基把纽曼的脸给取了下来，放进了面具展示柜里，并赶走了前来阻止他的警察，然后冲出了博物馆。
在边缘城里，真正的面具是在一条小河边被一只名叫奥蒂斯的狗给发现的，它属于蒂姆·艾弗里。作为一名有抱负的动画设计师，蒂姆暂时不愿接受与妻子托娅一起为人父母的事实。在一个热带岛屿上，洛基正舒服地躺在沙滩上，直到奥丁开始命令他继续寻找面具，他认为面具给人类造成了太多的混乱，需要洛基马上找到面具，并交还给他。洛基向他的父亲寻求帮助，但奥丁说他必须为自己的行为负责。奥蒂斯将捡来的面具交给了蒂姆，蒂姆在工作室的万圣节派对上无意间戴上了面具，他摇身变成了一个绿脸的派对巨星，可以神奇地改变周围的环境。当派对变得无聊乏味时，蒂姆用他新发现的超能力表演了一段《我無法停止看你》的混音，使派对顿时活跃了起来，这给了蒂姆的老板丹尼尔·莫斯一部新漫画的设计灵感。
那天晚上，戴着面具的绿脸蒂姆回到他的家，并与妻子托娅发生了性关系。因此，托娅怀上了一个男婴，并且出生时拥有和面具一样的超能力，然而这一切被奥丁给发现了。奥丁附身在一个商店店员身上，他告诉洛基，如果他找到那个具有超能力的孩子，他就能找到面具。几个月后，托娅出差去了，留下蒂姆和他们的儿子艾尔维。蒂姆现在已经升职了，他拼命想在家里专心画完他的漫画，但一直被艾尔维的哭闹声给打断。为了得到一些平静和安宁，蒂姆让艾尔维看了各种各样的电视卡通片，然而这些卡通片却激发了艾尔维用他的超能力折磨他父亲的想法。奥蒂斯一直感觉自从蒂姆有了孩子后，自己就被蒂姆给忽视了，它不小心戴上了面具，获得了面具的超能力，并试图除掉艾尔维，但它的意图却都被狡猾的艾尔维给挫败了。
洛基在妇产科医院获得了出生婴儿的名单，并开始搜寻这个具有超能力的婴儿。然而他在制造了一连串的混乱之后，他找到了艾尔维，并与蒂姆展开对峙，试图从蒂姆那里要回面具，但艾尔维展现出他的超能力保护了他的父亲。在此过程中，奥丁突然附身在蒂姆身上，他愤怒地斥责洛基的破坏行为，并剥夺了他的力量。蒂姆因为被艾尔维的恶作剧和洛基对他的纠缠所困扰，从而耽误了他的老板给他安排的新作研讨会，于是他被解雇了。但伤心的他后来逐渐与艾尔维和解并建立了亲情联系。洛基决心找回面具取悦他的父亲，他独自潜入到蒂姆家中，完成了一个召唤仪式，并请求奥丁恢复他的力量。奥丁同意了，但他提出一个条件，让洛基在有限的时间内找回面具，并说这是他最后的机会。
重新获得力量的洛基绑架了艾尔维以要挟蒂姆换取面具。托娅正好回到家，与蒂姆一起找到了戴着面具的奥蒂斯，蒂姆为自己的疏忽向奥蒂斯道歉了，因此被说服的奥蒂斯脱下了面具，跟随他们一起去和洛基做交易。洛基决定尽管他拿回了面具，但他还是想独自占有艾尔维，这迫使洛基和艾尔维在蒂姆再次戴上面具后被他给追赶。随后的精彩对峙相对势均力敌，这又迫使洛基停止了战斗，并提出他们应该由艾尔维来决定他想和谁在一起。洛基开始试图用好玩的承诺来引诱艾尔维，然而蒂姆却选择摘下面具，用他的爱来说服儿子选择他。最终被激怒的洛基试图杀死蒂姆，但给他的时间已经不多了，奥丁亲自现身，再次斥责洛基的失败。然而，蒂姆非常同情洛基，并提醒奥丁，不管他们遇到什么问题，他们仍然是一家人。醒悟的奥丁最终和洛基和解，并带着他一起返回了他们的家乡。
过了一段时间后，蒂姆重新被雇佣，因为他的漫画被重新设定为艾尔维和奥蒂斯在相互争宠，因此他获得了成功。在蒂姆一家看完卡通片的首映后，托娅透露她又怀孕了。

## 演員
| 角色                                       | 演員                                            |
| ------------------------------------------ | ----------------------------------------------- |
| 蒂姆·艾弗里/摩登大聖（Tim Avery/The Mask） | 傑米·肯尼迪                                     |
| 洛基（Loki）                               | 亞倫·甘明                                       |
| 托娅·艾弗里（Tonya Avery）                 | 泰勒·霍华德                                     |
| 乔治（Jorge）                              | 凱·佩恩                                         |
| 丹尼尔·莫斯（Daniel Moss）                 | 史蒂文·赖特                                     |
| 奥丁（Odin）                               | 鲍勃·霍斯金斯                                   |
| 亚瑟·纽曼博士（Doctor Arthur Neuman）      | 本·斯泰因                                       |
| 艾尔维（Alvey）                            | 瑞安和利亚姆·法尔科纳（Ryan and Liam Falconer） |

- 粵語配音演員（公映版）：曾志偉、錢嘉樂、林曉峰[17]
- 粵語配音演員（明珠版）：陳廷軒、雷霆、陸惠玲、梁志達、劉昭文、陳曙光、林保全、伍秀霞、葉振聲、許盈、黃啟昌、鄭麗麗、梁偉德、雷碧娜
- 央视配音演员：王磊、伍凤春、崔晓东、叶宝华、赵岺、刘久榕、张丽敏

## 獲獎
這部電影是第26屆金酸莓獎提名最多的電影，共獲得了八項提名，最終獲得了最差翻拍或最差續集。另外還獲得了2005年最差電影獎，包括最差男主角（傑米·肯尼迪）、最差續集和最差情侶。

## 原聲大碟
2005年2月8日，在电影上映前由新線唱片发行了原声大碟《Son of the Mask / Original Motion Picture Soundtrack》。
| Son of the Mask / Original Motion Picture Soundtrack | Son of the Mask / Original Motion Picture Soundtrack    | Son of the Mask / Original Motion Picture Soundtrack |
| 曲序                                                 | 曲目                                                    | 时长                                                 |
| ---------------------------------------------------- | ------------------------------------------------------- | ---------------------------------------------------- |
| 1.                                                   | Inside Your Mind（演唱：Ryan Cabrera）                  | 3:11                                                 |
| 2.                                                   | Thank the Lord for the Night Time（演唱：Neil Diamond） | 3:03                                                 |
| 3.                                                   | If My Friends Could See Me Now（演唱：Dr. John）        | 2:17                                                 |
| 4.                                                   | What a Wonderful World（演唱：Stephen Bishop）          | 3:21                                                 |
| 5.                                                   | Baby Face（演唱：Marissa Jaret Winokur）                | 2:53                                                 |
| 6.                                                   | Puppy Love（演唱：Paul Anka）                           | 2:40                                                 |
| 7.                                                   | The Twist（演唱：Chubby Checker）                       | 2:38                                                 |
| 8.                                                   | We Are All a Family（演唱：Derek McKeith & Friends）    | 2:11                                                 |
| 9.                                                   | Can't Take My Eyes Off You（演唱：Jamie Kennedy）       | 3:22                                                 |
| 10.                                                  | Son of the Mask (History Lesson)（演唱：Randy Edelman） | 8:42                                                 |
| 11.                                                  | Halloween Masquerade（演唱：Randy Edelman）             | 7:01                                                 |
| 12.                                                  | Father and Son（演唱：Randy Edelman）                   | 8:21                                                 |
| 总时长：                                             | 总时长：                                                | 49:40                                                |